# Jaanam Samjha Karo
Jaanam Samjha Karo (Hindi जानम समझा करो jānam samajhā karo; übersetzt: Liebste/r, versteh mich doch) ist ein Bollywood-Film von Andaleeb Sultanpuri aus dem Jahr 1999.

## Handlung
Das Leben der talentierten Sängerin und Tänzerin Chandni wird von ihren drei Tanten und ihrer Großmutter dominiert. Sie arbeitet gezwungenermaßen in einem Nachtclub und träumt davon, dass sie ihr Traumprinz eines Tages aus ihrem nicht so respektvollen Leben und den Klauen von Daniel, dem Nachtclubbesitzer, rettet. Dieser Traumprinz tritt als Rahul, ein sehr reicher Frauenheld, in ihr Leben und sie verliebt sich in ihn. Ihre Träume sind aber bald zerstört, als sie realisiert, dass Rahul sie nur behandelt wie einen seiner Flirts. Aber Rahul ist auch geschockt, als er merkt, dass Chandni nicht so leicht zu haben ist und fühlt sich herausgefordert. Als Chandni Rahuls Annäherungsversuche satt hat, geht sie nach London für einen Auftritt. Dort trifft sie Rahul wieder, der eine neue Chance bei Chandni erhofft. Ein unerwartetes Treffen der beiden mit Rahuls Großvater verändert Chandnis Leben. Rahuls Großvater möchte unbedingt, dass Rahul Chandni heiratet und endlich ein vernünftiges Leben führt, ansonsten würde er ihn enterben.

## Musik
Die Musikstücke von Anu Malik werden von Ila Arun, Kamaal Khan, Udit Narayan, Jaspinder Narula, Kumar Sanu, Hema Sardesai und Alka Yagnik interpretiert.